# NGC 3698
NGC 3698 este o galaxie situată în constelația . A fost descoperită în  de către .